# Flore du Centre de la France
Flore du Centre de la France (abreviado Fl. Centre France) es un libro con ilustraciones y descripciones botánicas que fue escrito por el farmacéutico botánico pteridólogo francés Alexandre Boreau y publicado una primera edición con dos volúmenes en el año 1840.